# 天府機場1号2号航站楼駅
天府機場1号2号航站楼駅（てんふきじょう1ごう2ごうこうたんろう-えき）は中華人民共和国四川省成都市簡陽市に位置する成都軌道交通18号線の駅。成都天府国際空港の第1・第2ターミナルの中間付近に併設。

## 駅周辺
- 成都天府国際空港第1・第2ターミナル
- CR天府機場駅 - 併設予定(未定)